# Тимченківка
Тимче́нківка — село в Україні, у Машівській селищній громаді Полтавського району Полтавської області. Населення становить 94 особи. До 2017 орган місцевого самоврядування — Селещинська сільська рада.

## Географія
Село Тимченківка знаходиться на лівому березі річки Тагамлик, вище за течією на відстані 0,5 км розташоване село Селещина, нижче за течією на відстані 1 км розташоване село Огуївка, на протилежному березі — село Латишівка. Річка в цьому місці звивиста, утворює лимани, стариці та заболочені озера.

## Історія
12 червня 2020 року, відповідно до розпорядження Кабінету Міністрів України № 721-р «Про визначення адміністративних центрів та затвердження територій територіальних громад Полтавської області», село увійшло до складу Машівської селищної громади.
19 липня 2020 року, в результаті адміністративно - територіальної реформи та ліквідації Машівського району, село увійшло до складу новоутвореного Полтавського району.